# Пасери (Катанцаро)
Пасери је насеље у Италији у округу Катанцаро, региону Калабрија.
Према процени из 2011. у насељу је живело 62 становника. Насеље се налази на надморској висини од 746 м.